# Lluís Carreras
Luis Carreras (ur. 24 września 1972 w Sant Pol de Mar w Hiszpanii) – trener i piłkarz, który grał na pozycji obrońcy. Występował w reprezentacji Hiszpanii U16, U18 i U21.

## Kariera
Karierę juniorską spędził w Barcelonie. Potem w 1990 roku trafił do Barcelony B i po trzech latach przeszedł do pierwszego zespołu Barcelony. W sezonie 1993/1994 został wypożyczony do Realu Oviedo, a rok później do Racingu Santander. Spędził jeszcze w Barcelonie jeden sezon i przeszedł na pięć lat Mallorki. W 2001 roku zaczął grać w Atlético Madryt aż do 2003, kiedy to przeszedł do Realu Murcia na sezon i na koniec kariery do Deportivo Alavés.